# 米罗斯拉夫·科兰达
米罗斯拉夫·科兰达（捷克語：Miroslav Koranda，1934年11月6日—2008年10月6日），捷克男子赛艇运动员。他曾代表捷克斯洛伐克参加1952年和1956年夏季奥林匹克运动会赛艇比赛，其中1952年奥运会获得一枚金牌。